# 잘루아산
잘루아산(Jalua volcano)은 에리트레아에 있는 성층 화산으로, 사화산이다. 이 산은 분화 기록이 없으며, 올라서면 홍해가 잘 보인다.